# Antônio Gomes Aguirre
Antônio Gomes Aguirre (São Mateus, 23 de agosto de 1859 — Vitória, 10 de junho de 1928) foi um político brasileiro.

## Biografia
Filho de José Antônio Aguirre e de Rita Gomes Sodré Aguirre. Passou a infância em São Mateus, mas quando tinha 14 anos sua mãe faleceu, e foi então viver em Vitória com a avó paterna, Rosa Antunes Aguirre, viúva do espanhol José A. Aguirre. Iniciou seus estudos secundários no Ateneu Provincial de Vitória e concluiu-os no Rio de Janeiro, então capital do Império. Matriculou-se na Escola Politécnica, mas logo se transferiu para a Faculdade de Medicina, também no Rio de Janeiro, onde se formou em 1884. Voltou a Vitória, porém em 1886 mudou-se para Cachoeiro de Itapemirim, onde passou a exercer a clínica médica e casou-se com Florência Gonçalves, filha do médico Florêncio Gonçalves. 
Abolicionista e republicano, tornou-se um dos mais destacados militantes da campanha republicana. Foi um dos fundadores do primeiro clube republicano do Espírito Santo, no ano de 1887, em Cachoeiro de Itapemirim, e um dos redatores do jornal O Cachoeirano, ligado àquele movimento. Em 1888, no Primeiro Congresso Republicano realizado no Espírito Santo, foi eleito para a comissão incumbida de coordenar a ação dos clubes da província, da qual também fazia parte Afonso Cláudio. 
Foi governador do Espírito Santo, de 11 de março a 7 de junho de 1891 e Deputado federal, de 1918 até 1920.
Membro influente e ativo da sociedade capixaba, presente nas mais diversas áreas, foi sócio fundador e presidente do Instituto Histórico e Geográfico do Espírito Santo, tornou-se patrono de uma cadeira na Academia Espírito-Santense de Letras, foi membro da Loja Maçônica União e Progresso e presidente do Clube de Regatas Saldanha da Gama.
Casou-se com Florência Gonçalves e teve uma filha. Faleceu em Vitória em 10 de junho de 1928.